# Harold Rosen
Harold A. Rosen (Nova Orleães, 1926 − 30 de janeiro de 2017) foi um engenheiro eletrônico estadunidense.
Conhecido como o "pai do satélite geoestacionário". Formou e liderou a equipe que projetou e construiu o primeiro satélite de comunicação geossíncrono, Syncom, para a companhia Hughes Aircraft.